# Julianne Dalcanton
Julianne Dalcanton   (Pittsburgh, 29 de gener de 1968) és una astrònoma estatunidenca, professora d'astronomia, investigadora i descobridora de cometes. Des de setembre de 2021 és la directora del Centre d'Astrofísica Computacional de la Fundació Simons.

## Carrera professional
Julianne Dalcanton es va incorporar a la Fundació Simons el setembre de 2021 com a directora del Centre d'Astrofísica Computacional (Center for Computational Astrophysics, CCA) del Flatiron Institute a la ciutat de Nova York. Abans d'això, va ser professora d'astronomia a la Universitat de Washington (catedràtica del Departament d'Astronomia), i investigadora de Sloan Digital Sky Survey. El seu treball principal és l'àrea de la formació i evolució de les galàxies. Va dirigir l'ACS Nearby Galaxy Survey Treasury (ANGST) i dirigeix els programes Panchromatic Hubble Andromeda Treasury (PHAT) al Telescopi Espacial Hubble. Es va donar a conèixer a tot el món pel descobriment del cometa C/1999 F2 Dalcanton. També és col·laboradora del blog de física Cosmic Variance.

## Premis i honors
L'any 2018, la professora Dalcanton va rebre el premi Beatrice M. Tinsley de la Societat Astronòmica Americana en reconeixement del seu treball en astronomia i per es seves «aportacions que tenen un caràcter excepcionalment creatiu o innovador i que han tingut un paper fonamental en la millora de la nostra comprensió de l'Univers».
L'asteroide (148384) Dalcanton, descobert pel Sloan Digital Sky Survey l'any 2000, va rebre el seu nom. El Minor Planet Center va publicar el nomenament oficial de (148384) Dalcanton el 6 d'abril de 2012. (M.P.C. 79106).

## Publicacions
- Dalcanton, Julianne J.; Spergel, David N.; Summers, F. J. «The Formation of Disk Galaxies» (en anglès). The Astrophysical Journal, 482(2), 1997, pàg. 659-676. arXiv: astro-ph/9611226. Bibcode: 1997ApJ...482..659D. DOI: 10.1086/304182.
- Hogan, Craig J.; Dalcanton, Julianne J. «New dark matter physics: Clues from halo structure» (en anglès). Physical Review D, 62(6), 2000, pàg. 063511. arXiv: astro-ph/0002330. Bibcode: 2000PhRvD..62f3511H. DOI: 10.1103/PhysRevD.62.063511.